# THE MUSEUM II
THE MUSEUM II（ザ・ミュージアム・ツー）是声优水樹奈々个人的第二张精选辑大碟。于2011年11月23日由King Records发行。

## 概要
上张精选辑THE MUSEUM四年之后的又一张精选辑。
CD＋Blu-ray盤及CD+DVD盤两种同时发行，Blu-ray及DVD收录有2010年12月4日在举行的NANA CLIPS 5发售纪念Live  的现场视频及2011年9月3日在日本武道館舉行的fan club活動中拍攝的「POP MASTER」PV。初次收录的新曲「ROMANCERS' NEO」是PSP游戏魔法少女奈叶A's PORTABLE -THE GEARS OF DESTINY-的主题曲。

## 收錄曲目
1. SECRET AMBITION
  - 作词：水樹奈奈、作曲：志倉千代丸、编曲：藤間仁（Elements Garden）
  - 电视动画《魔法少女奈叶StrikerS》第一期主题曲（OP1）
2. MASSIVE WONDERS
  - 作词：水树奈奈、作曲・编曲：矢吹俊郎
  - 电视动画《魔法少女奈叶StrikerS》第二期主题曲（OP2）
  - 日本电视台节目8月份片尾曲（ED）
3. Astrogation
  - 作詞：Hibiki、作曲・編曲：陶山隼
  - 日本電視台系列『音楽戦士 MUSIC FIGHTER』2008年2月主題曲
4. Trickster
  - 作詞：水樹奈奈、作曲・編曲：上松範康（Elements Garden）
  - CM曲
  - 日本電視台系列「音乐戰士 MUSIC FIGHTER」2008年10月熱播曲
5. 深愛
作詞：水樹奈奈 作曲：上松範康（Elements Garden），編曲：藤間仁（Elements Garden）
  - UHF放送局電視動畫白色相簿片頭曲（OP）
  - 日本電視台系列放送《音樂戰士 MUSIC FIGHTER》2009年1月熱力推薦曲。
6. 夢幻
作詞：水樹奈奈 作曲：上松範康（Elements Garden），編曲：藤田淳平（Elements Garden）
  - UHF放送局電視動畫白色相簿第2期片頭曲（OP）
7. PHANTOM MINDS
作詞：水樹奈奈 作曲：吉木絵里子，編曲：陶山隼・弦一徹（弦乐编曲）
  - 魔法少女奈葉 The MOVIE 1st劇場版片頭曲（OP）
  - 日本电视台「音乐战士 MUSIC FIGHTER」2010年1月份推荐曲
8. Silent Bible
作詞：水樹奈奈 作曲：母里治樹（Elements Garden），編曲：菊田大介（Elements Garden）
  - 魔法少女奈葉A's PORTABLE -THE BATTLE OF ACES-PSP版片頭曲（OP）
9. SCARLET KNIGHT
作詞：水樹奈奈，作曲、編曲：藤間仁 （Elements Garden）
  - 电视动画《DOG DAYS》片头曲
  - 朝日电视台4月度片尾曲
  - 愛媛朝日放送《Love Chu！Chu！》4月度片尾曲
10. POP MASTER
作詞・作曲：水樹奈奈、編曲：藤間仁（Elements Garden）
  - 日本电视台系列「第31回全国高等学校クイズ選手権」应援曲
11. 作詞：水樹奈々、作曲：吉木絵里子、編曲：陶山隼
  - TBS・MBS系列放送电视动画BLOOD-C片尾曲
12. Pray
作詞：Hibiki、作曲・編曲：上松範康（Elements Garden）
  - 电视动画魔法少女奈叶StrikerS第24話插曲
13. COSMIC LOVE
作詞：園田凌士、作曲・編曲：藤田淳平（Elements Garden）
  - 电视动画十字架與吸血鬼片头曲
  - DS版「十字架與吸血鬼 七夕的陽海学園小姐」主題曲
14. DISCOTHEQUE
作詞：園田凌士、作曲・編曲：上松範康 （Elements Garden）
  - 电视动画十字架與吸血鬼 CAPU2片头曲
  - 日本电视台2008年9月月度片尾曲
15. 作詞：PEACH-PIT・斉藤恵、作曲：dAicE、編曲：藤田淳平（Elements Garden）
16. ROMANCERS' NEO
作詞：Hibiki、作曲：上松範康（Elements Garden）、編曲：藤田淳平（Elements Garden）
  - PSP游戏魔法少女奈叶A's PORTABLE -THE GEARS OF DESTINY-主题曲
17. SUPER GENERATION -MUSEUM STYLE-
作詞・作曲：水樹奈々、編曲：藤間仁（Elements Garden）

Blu-ray及DVD

「POP MASTER」PV

## 脚注
1. ↑  . ナタリー. 2011年9月5日  [2011年10月9日]. （原始内容存档于2016年3月4日）.
2. ↑  . 音楽ニュース (ナタリー). 2011年9月27日  [2011年10月8日]. （原始内容存档于2012年5月10日）.